# Miguel Bernardeau
Miguel Ángel Bernardeau Duato (Valencia, 12 de diciembre de 1996), conocido sencillamente como Miguel Bernardeau, es un actor español, principalmente conocido por su papel de Guzmán Nunier en la serie Élite (2018-2021) y Diego de la Vega en la serie Zorro (2024).

## Biografía
Bernardeau es hijo de la actriz Ana Duato y del productor Miguel Ángel Bernardeau; además tiene una hermana menor, María, que también se está formando como actriz. Estudió arte dramático en Estados Unidos, en las escuelas de actuación Santa Monica College y American Academy of Dramatic Arts. Además de su lengua materna, también sabe hablar fluidamente inglés.

## Vida personal
También es sobrino del empresario Joaquín Duato y sobrino segundo del bailarín Nacho Duato.
Desde octubre de 2018 al 2022, mantuvo una relación sentimental con la cantante española, Aitana, la cual confirmaron en agosto de 2019 a través de sus cuentas de Instagram. Posaron juntos por primera vez en febrero de 2020 en la Semana de la Moda de Milán, donde acudieron como invitados a los desfiles. Comenzaron a vivir juntos en septiembre de 2021. Terminaron su relación en diciembre de 2022.

## Carrera
De vuelta en España inició su carrera profesional en el mundo de la interpretación en la serie Cuéntame cómo pasó, dando vida a un soldado en una pequeña aparición en 2016.
En 2017 hizo su debut cinematográfico con la película Es por tu bien.
En 2018, interpretó a Isaac en la serie Sabuesos. Posteriormente estrena Ola de crímenes, una comedia dirigida por Gracia Querejeta y en la que participa junto a Juana Acosta, Maribel Verdú y Paula Echevarría.
Posteriormente, se incorporó al reparto de la serie de Netflix Élite, en la que interpreta a Guzmán Nunier, un joven de familia adinerada al que le cambiará la vida la llegada de tres becados a Las Encinas, instituto privado en el que estudia. Repitió su papel en Élite hasta la cuarta temporada de la serie, emitida en junio de 2021. En 2019, apareció en la serie de Telecinco Caronte realizando un pequeño papel.
En diciembre de 2020 se anunció su fichaje para la serie Todo lo otro en HBO Max, escrita y protagonizada por Abril Zamora. También se anunció un proyecto a desarrollar titulado Playa negra, donde interpretaría al protagonista llamado Hugo. En mayo de 2021 dio el salto internacional para ser uno de los protagonistas de la serie original de Netflix 1899. Además, rodó el largometraje Josefina, de Javier Marco, donde interpreta a un preso cuya madre se enamora de un funcionario.
A finales de 2022 protagonizó la serie musical de Disney+ La última, en la que interpretó a Diego, un boxeador. Unos meses más tarde, se anunció que interpretaría a Diego de la Vega (El Zorro) en la serie homónima de Amazon Prime Video: Zorro, que se estrenó en enero de 2024. Ese mismo año, participa también en el reparto de la miniserie de Movistar Querer, interpretando a Aitor Gorosmendi, por la cual recibió diversas nominaciones como mejor actor de reparto en los Premios Feroz, los Fotogramas de Plata y los premios de la Unión de Actores y Actrices.

## Filmografía

### Televisión
| Año       | Título                                   | Papel                        | Notas                                           |
| --------- | ---------------------------------------- | ---------------------------- | ----------------------------------------------- |
| 2016      | Cuéntame cómo pasó                       | Alpuente                     | Episodio: «70 minutos»                          |
| 2017      | Inhibidos                                | Antonio «Toni» Torres Zapata | Reparto principal; 7 episodios                  |
| 2018      | Sabuesos                                 | Isaac                        | Reparto secundario; 8 episodios                 |
| 2018–2021 | Élite                                    | Guzmán Nunier Osuna          | Reparto principal (temporada 1-4); 32 episodios |
| 2020      | Caronte                                  | Javier Sáez Fragua           | Episodio: «La laguna Estigia»                   |
| 2021      | Élite historias breves: Guzmán Caye Rebe | Guzmán Nunier Osuna          | Protagonista; 3 episodios                       |
| 2021      | Élite historias breves: Nadia Guzmán     | Guzmán Nunier Osuna          | Protagonista; 3 episodios                       |
| 2021      | Todo lo otro                             | Iñaki                        | Colaboración especial; 4 episodios              |
| 2022      | 1899                                     | Ángel                        | Reparto principal; 8 episodios                  |
| 2022      | La última                                | Diego Ulloa                  | Protagonista; 5 episodios                       |
| 2024      | Zorro                                    | Diego de la Vega / El Zorro  | Protagonista; 10 episodios                      |
| 2024      | Querer                                   | Aitor Gorosmendi             | Reparto principal (miniserie); 4 episodios      |
| 2025      | Terra Alta                               | Melchor Marín                | Protagonista; 6 episodios                       |

### Cine
| Año  | Título          | Papel                | Notas            |
| ---- | --------------- | -------------------- | ---------------- |
| 2017 | Es por tu bien  | Daniel «Dani» Castro |                  |
| 2018 | Ola de crímenes | Julen                |                  |
| 2021 | Josefina        | Sergio               |                  |
| 2024 | Spellbound      | Chilo                | Actuación de voz |
| 2026 | La bola negra   |                      |                  |

## Premios y nominaciones
| Año  | Categoría                           | Trabajo nominado | Resultado | Ref.   |
| ---- | ----------------------------------- | ---------------- | --------- | ------ |
| 2025 | Mejor actor de reparto en una serie | Querer           | Nominado  | [ 22 ] |

| Año  | Categoría                 | Trabajo nominado | Resultado | Ref.   |
| ---- | ------------------------- | ---------------- | --------- | ------ |
| 2025 | Mejor actor de televisión | Querer           | Nominado  | [ 23 ] |

| Año  | Categoría     | Trabajo nominado | Resultado | Ref.   |
| ---- | ------------- | ---------------- | --------- | ------ |
| 2019 | Nuevo talento | Trayectoria      | Ganador   | [ 24 ] |

| Año  | Categoría              | Trabajo nominado | Resultado | Ref.   |
| ---- | ---------------------- | ---------------- | --------- | ------ |
| 2019 | Mejor actor revelación | Trayectoria      | Ganador   | [ 25 ] |

| Año  | Categoría                            | Trabajo nominado | Resultado | Ref.   |
| ---- | ------------------------------------ | ---------------- | --------- | ------ |
| 2025 | Mejor actor secundario de televisión | Querer           | Nominado  | [ 26 ] |